# Distributeur automatique de concentré
Un distributeur automatique de concentré sert à distribuer une quantité adaptée de nourriture à chaque animal, en fonction de sa production et des objectifs souhaités. Il est utilisé dans les élevages laitiers et aussi dans les élevages porcins. Il permet d’améliorer l'efficacité alimentaire et la quantité ingérée par animal.

## Fonctionnement

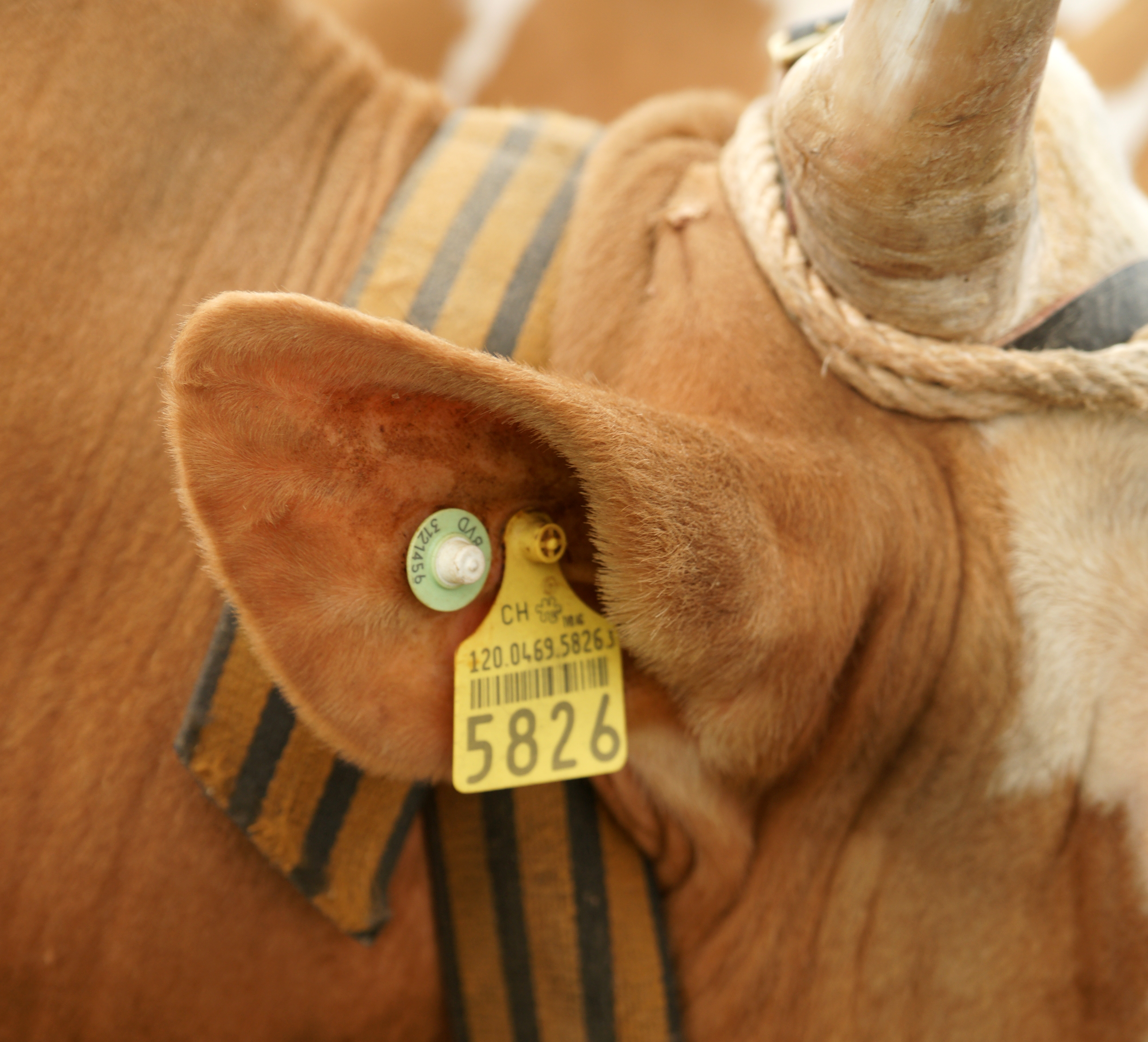
Oreille d'une vache équipée d'une étiquette d'identification et d'une puce RFID (disque vert).

Le DAC reconnait l'animal grâce à une puce intégrée à un collier ou à une boucle d’oreille (selon le choix de l'agriculteur). Il ajuste la ration, ce qui permet d'adapter l'alimentation de l'animal à chaque passage. Cet appareil réduit le temps de travail aux agriculteurs pour le poste alimentation. Il est garanti et fiable, les éleveurs certifient que grâce au DAC la productivité des animaux ont augmenté.
Dans l'élevage laitier, si tout le troupeau reçoit le même apport en concentrés, certaines vaches seront sous-alimentées, diminuant ainsi la production laitière ; et d'autres seront suralimentées, augmentant ainsi les coûts d'aliments. Le DAC permet d'assurer une production de lait optimale du troupeau.
Dans l’élevage porcin, les truies en gestation peuvent être nourries à l'aide d'un DAC. Chaque truie peut manger la quantité qu'il lui faut, et cela limite les affrontements pour la nourriture.